# As Your Mind Flies By
| Recensione | Giudizio |
| ---------- | -------- |
| AllMusic   | [ 1 ]    |

As Your Mind Flies By è il secondo album discografico del gruppo di rock progressivo inglese Rare Bird, pubblicato dall'etichetta discografica Charisma Records nel settembre del 1970.

## Tracce
Tutti i brani scritti, arrangiati e prodotti dai Rare Bird.
Lato A
1. What You Want to Know – 5:55
2. Down on the Floor – 2:36
3. Hammerhead – 3:29
4. I'm Thinking – 5:36

Lato B
1. Flight – 19:35

Edizione CD del 2007, pubblicato dalla Esoteric Records (ECLEC 2002)
Tutti i brani scritti, arrangiati e prodotti dai Rare Bird.
1. What You Want to Know – 5:59
2. Down on the Floor – 2:41
3. Hammerhead – 3:34
4. I'm Thinking – 5:40
5. Flight – 19:43
6. What You Want to Know – 3:34 – Bonus Track - Mono Single Version
7. Hammerhead – 3:23 – Bonus Track - Mono Single Version
8. Red Man – 3:29 – Bonus Track

## Formazione
- Graham Field - organo, tastiere assortite
- David Kaffinetti - pianoforte elettrico, tastiere assortite
- Steve Gould - voce solista, basso
- Mark Ashton - batteria, accompagnamento vocale, coro

Brano bonus Red Man
- Steve Gould - voce solista, basso
- David Kaffinetti - tastiere
- Andy Curtis - chitarra
- Fred Kelly - batteria[3]

Note aggiuntive
- Rare Bird - produttori, arrangiamenti
- Registrazioni effettuate al IBC Studios di Londra (Inghilterra)
- Brian Stott - ingegnere delle registrazioni
- Un ringraziamento anche al Emergency Choir, leader: Harry Barnes
- John Pasche - design album
- Roger Brown - fotografie[4]